# Forsowanie Renu
Forsowanie Renu (kryptonim operacja Plunder) – zbrojne przekroczenie rzeki Ren przez wojska alianckie w dniach 23–27 marca 1945 roku. Jedna z ostatnich kampanii na froncie zachodnim II wojny światowej.

## Tło sytuacyjne
Rzeka Ren była ostatnią naturalną przeszkodą dla wojsk alianckich w drodze do serca Niemiec. Po nieudanej próbie przeniesienia walk na wschodni brzeg rzeki we wrześniu 1944 roku, znanej jako operacja Market Garden, wojska amerykańskie przystąpiły do bezpośredniego ataku na linię Zygfryda osłaniającą granicę niemiecko-francuską i niemiecko-belgijską, wdając się w wielomiesięczne, krwawe walki w lesie Hürtgen, które nie przyniosły rozstrzygnięcia żadnej ze stron.
Ponowne przystąpienie do ofensywy w kierunku Renu było możliwe dopiero na wiosnę 1945 roku. 7 marca Amerykanie z 9 Dywizji Pancernej wykorzystując sprzyjający im zbieg okoliczności zajęli jedyny niewysadzony most na Renie w mieście Remagen. W ciągu następnych dziesięciu dni sześć dywizji i 25 tys. żołnierzy amerykańskich ustanowiło przyczółek po wschodniej stronie rzeki.
Choć Most Ludendorffa zawalił się wskutek niemieckich bombardowań, 22 marca generał George Patton wysłał swoją 3 Armię do Nierstein, aby tam przeprawiła się na drugi brzeg po mostach pontonowych i utworzyła kolejny przyczółek. Jego przełożony, generał Omar Bradley, szybko opublikował w prasie wiadomość o tej przeprawie na wyraźne żądanie Pattona, który mówił: „Chcę, aby świat dowiedział się, że 3 Armia stanęła na drugim brzegu Renu, zanim Monty w ogóle ruszył w jego stronę”.
Jednak ze strategicznego punktu widzenia przekroczenie Renu na południe od Ruhry przez wojska Pattona było jedynie działaniem pobocznym, próbą odwrócenia uwagi wroga od zasadniczej operacji sił sprzymierzonych pod kryptonimem Plunder. Przygotowania do głównej przeprawy na drugi brzeg rzeki: gromadzenie zapasów, budowa dróg, czy transport 36 okrętów desantowych Royal Navy, były prowadzone od 16 marca pod przykryciem zasłony dymnej.
Forsowanie Renu rozpoczęło się w nocy z 23 na 24 marca 1945 roku. Jej część powietrznodesantowa o kryptonimie operacja Varsity objęła lądowanie spadochroniarzy oraz piechoty transportowanej przez szybowce w pobliżu miasta Wesel, a także akcję komandosów SAS. Operacja Plunder to natomiast kryptonim bezpośredniej przeprawy przez rzekę Ren amerykańskich, brytyjskich i kanadyjskich wojsk lądowych.

## Bitwa

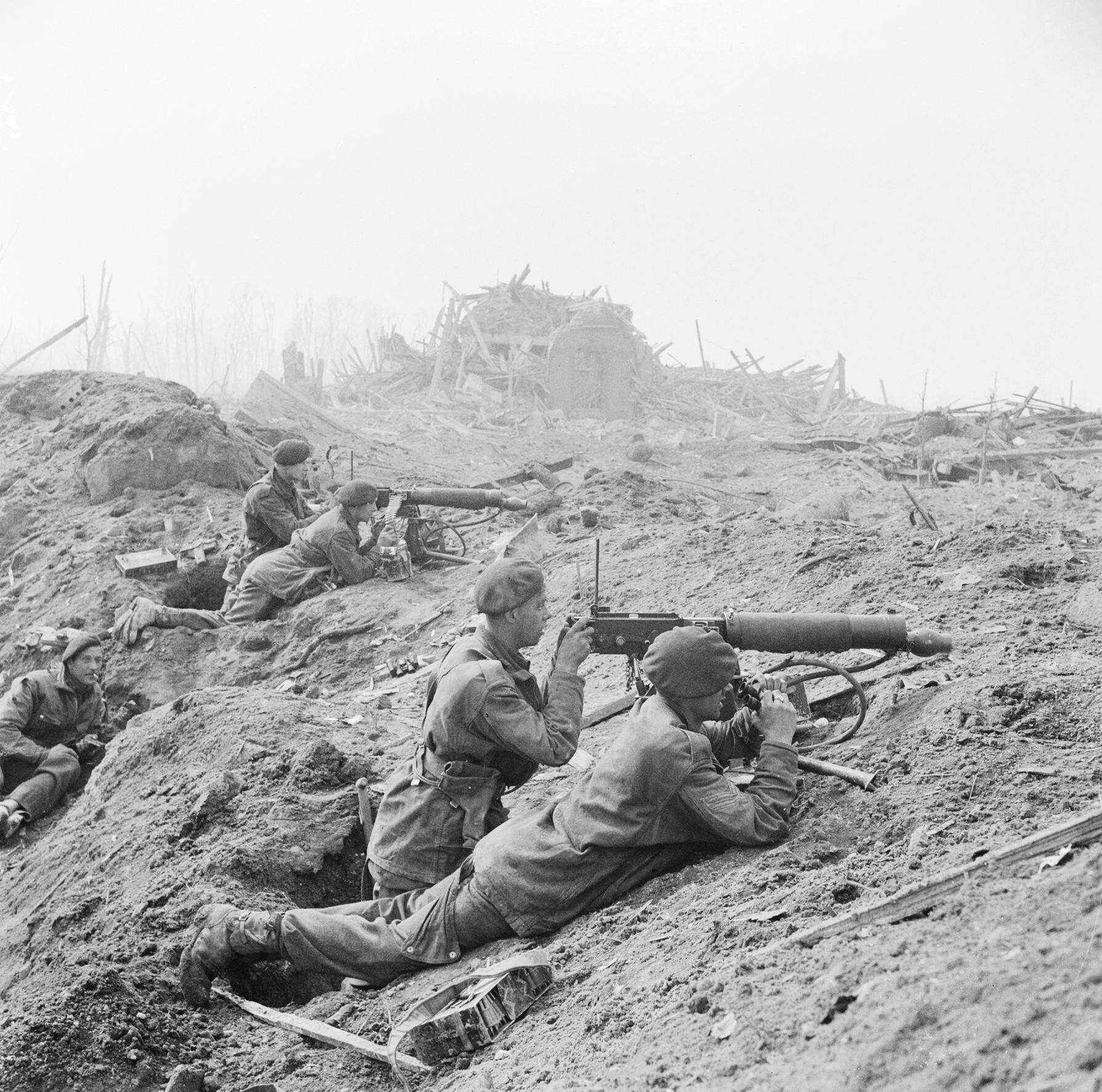
Brytyjscy komandosi na obrzeżach Wesel

Ponad pięć tysięcy alianckich dział strzelało przez cztery godziny bez przerwy podczas pierwszego przygotowania artyleryjskiego. Brytyjskie bombowce bombardowały Wesel przez cały dzień i noc z 23 na 24 marca.
Tej samej nocy kompanie E i C z 17. Zmotoryzowanego Batalionu Inżynieryjnego amerykańskiej 2 Dywizji Pancernej zbudowały most pontonowy ok. 5 kilometrów na południe od Wesel w celu przygotowania przeprawy przez Ren. Budowa mostu rozpoczęła się o godzinie 21:45, a zakończyła się o 4:00 rano, kiedy pierwsza ciężarówka przejechała po nim na drugi brzeg. Ponad 351 metrów stalowych pontonów typu M2 oraz 93 pływaki pneumatyczne zostały ułożone w przeciągu sześciu godzin i piętnastu minut, co stanowi rekordowy czas budowy dla mostu tej wielkości. Aby przetransportować części konstrukcji, potrzeba było 25 ciężarówek dwuipółtonowych GMC CCKW, kursujących w ramach Red Ball Express.
Jako pierwsze uderzyły trzy alianckie formacje: brytyjski XII Korpus, brytyjski XXX Korpus oraz amerykański XVI Korpus. Operująca w ramach XII Korpusu brytyjska 79 Dywizja Pancerna pod dowództwem generała dywizji Percy’ego Hobarta miała szczególne zasługi w kolejnych operacjach desantowych od czasu Normandii ze swoimi specjalnie przystosowanymi pojazdami desantowymi (znanymi jako Hobart’s Funnies). Jednym z nich był Buffalo, wykorzystywany przez 4 Królewski Pułk Czołgów pod dowództwem podpułkownika Alana Jolly’ego – uzbrojona i opancerzona amfibia, która była w stanie pokonać podmokły i zalany teren. Głównie to te właśnie pojazdy transportowały piechotę pierwszego rzutu na wschodni brzeg Renu w marcu 1945 roku.

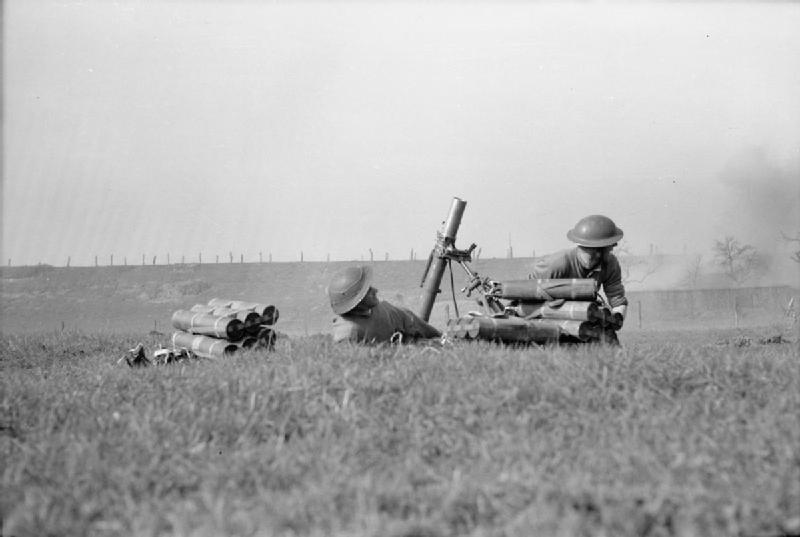
Załoga 3-calowego moździerza z 8 pułku Royal Scots pod ostrzałem wroga podczas przeprawy przez Ren, 24 marca 1945 roku

Pierwsza część operacji została zainicjowana 23 marca o godzinie 21:00 przez 51 Dywizję Piechoty Highland, którą prowadził elitarny 7 Batalion Black Watch w pobliżu Rees, za nią zaś podążał 7 Batalion Argyll and Sutherland Highlanders. 24 marca o godzinie 2:00 w nocy szkocka 15 Dywizja Piechoty wylądowała pomiędzy Wesel a Rees. Początkowo nie napotkała oporu, ale w głębi lądu trafiła na silny ogień karabinów maszynowych. Dowódca 51 Dywizji Piechoty Highland, generał dywizji Tom Rennie został zabity przez ostrzał niemieckich moździerzy. Mimo to, wieczorem brytyjska 1 Brygada Komandosów weszła do Wesel.
Amerykańska 30 Dywizja Piechoty wylądowała na południe od Wesel. Lokalny opór został złamany przez artylerię i bombardowanie powietrzne. Jako następna wylądowała 79 Dywizja Piechoty. Straty amerykańskie były minimalne. Tymczasem niemiecki opór naprzeciwko lądujących szkockich jednostek trwał nadal; Niemcy podejmowali nawet kontrataki przy użyciu czołgów. Kontynuowano jednak desantowanie wojsk, w tym własnych sił pancernych i innego ciężkiego sprzętu.
Operacja Varsity rozpoczęła się o godzinie 10:00, aby zakłócić komunikację wroga na tyłach. Pomimo silnego oporu w trakcie zrzutów i bezpośrednio po nich, wojska powietrznodesantowe zajęły wyznaczone cele i odparły kontrataki. Wyciągnięto wnioski z porażki podczas operacji Market Garden. Po południu szkocka 15 Dywizja Piechoty połączyła się z obiema dywizjami powietrznodesantowymi.
Najcięższy opór Niemcy stawiali w okolicach Bienen, na północ od Rees, gdzie potrzebna była cała kanadyjska 9 Brygada Piechoty, aby pomóc żołnierzom 7 Batalionu Black Watch. Przyczółek został jednak mocno ugruntowany i zabezpieczony. Do 27 marca miał szerokość 35 i głębokość 20 kilometrów.

## Następstwa

### Wpływ na niemieckie siły i dowództwo

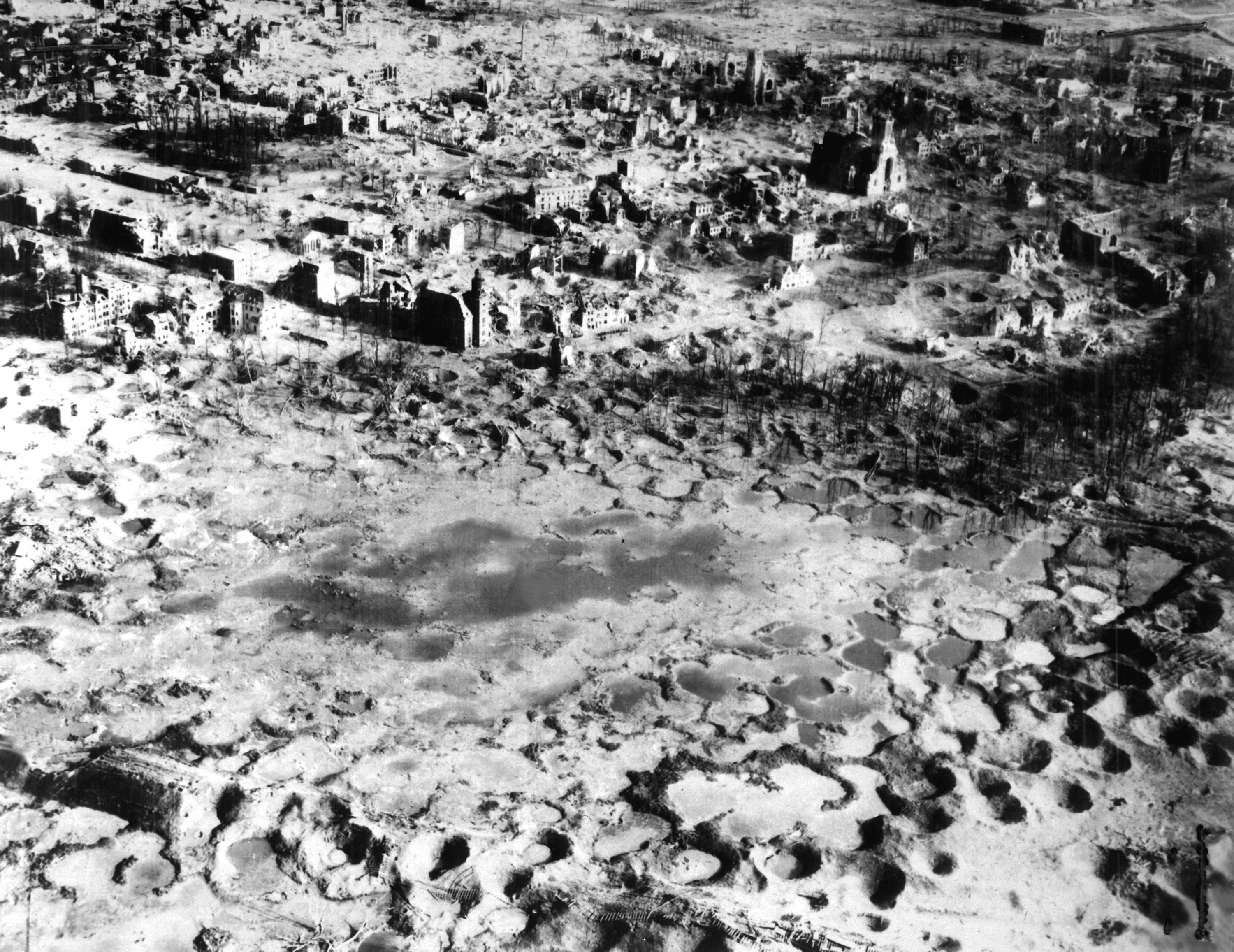
Ruiny miasta Wesel po alianckich bombardowaniach z 23–24 marca 1945 roku

Alianckiej operacji desantowej przeciwstawiła się niemiecka 1 Armia Spadochronowa, dowodzona przez generała Alfreda Schlemma, wchodząca w skład Grupy Armii H. Mimo że formacja ta była uważana za najskuteczniejszą niemiecką jednostkę na tym obszarze, to nie miała nawet pełnych składów osobowych, gdyż została poważnie uszczuplona po poprzednich walkach o Reichswald. Niezdolna do odparcia ataku przeciwnika 1. Armia Spadochronowa wycofała się na północny wschód w kierunku Hamburga i Bremy, pozostawiając szczelinę pomiędzy nią a 15 Armią na linii Ruhry.
Joseph Goebbels od samego początku był świadom potencjalnego wpływu przekroczenia Renu przez aliantów na niemieckie społeczeństwo. 24 marca rozpoczął wpis w swoim pamiętniku od słów: „Sytuacja na Zachodzie weszła w niezwykle krytyczną, niemal śmiertelną fazę”. Nie zaprzeczał faktowi przekroczenia Renu szerokim frontem i przewidywał próby alianckiego okrążenia przemysłowego centrum Zagłębia Ruhry.
27 marca dowództwo 1. Armii Spadochronowej zostało przekazane generałowi Güntherowi Blumentrittowi, ponieważ Schlemm został ranny. Blumentritt i jego przełożony, generał Johannes Blaskowitz, szybko uznali, że sytuacja jest nie do uratowania. Front został przerwany, brakowało rezerw, artylerii i wsparcia powietrznego, na froncie zachodnim pozostało zaledwie kilka sprawnych czołgów. Komunikacja pomiędzy jednostkami praktycznie nie istniała, z jednym z korpusów nigdy nie udało się skontaktować. Posiłki były tak słabe, że generałowie postanowili ich nie używać, aby uniknąć niepotrzebnych ofiar.
Chociaż Blumentritt miał ścisłe rozkazy Najwyższego Dowództwa, aby utrzymać pozycje i walczyć do końca, to 1 kwietnia rozpoczął generalny odwrót, unikając za wszelką cenę starć z przeciwnikiem, ostatecznie wycofując się za Kanał Dortmund-Ems do Lasu Teutoburskiego. W ciągu tygodnia od rozpoczęcia operacji Plunder, Alianci wzięli do niewoli 30 tys. jeńców wojennych na północ od Ruhry.

### Reakcje alianckiego dowództwa

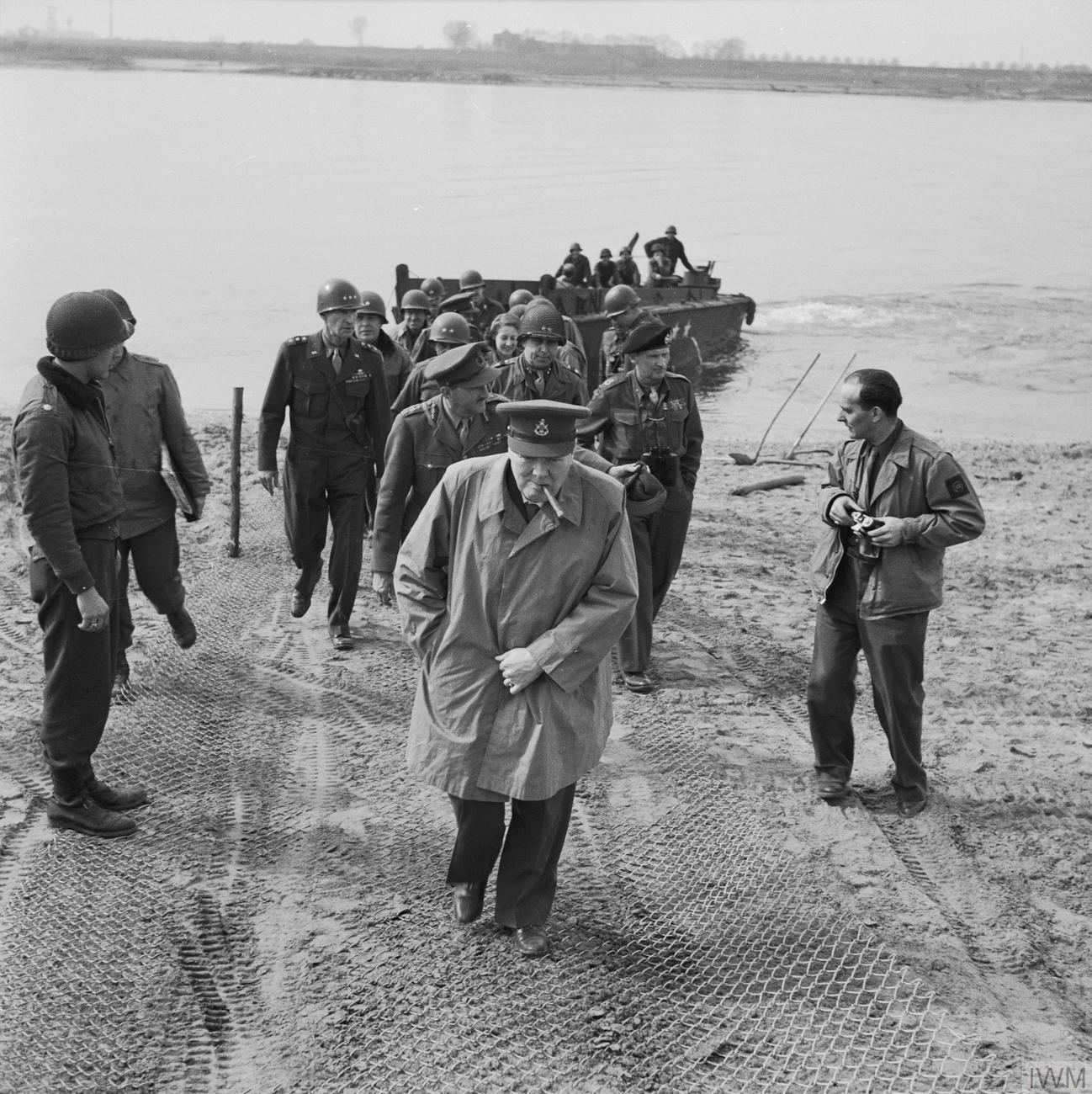
Churchill, Brooke i Montgomery na wschodnim brzegu Renu, 25 marca 1945 roku

Premier Wielkiej Brytanii Winston Churchill był obecny w sztabie marszałka Montgomery’ego w pobliżu holenderskiego miasta Venlo w przeddzień rozpoczęcia operacji Plunder. Później razem z Montgomerym obserwował start samolotów, biorących udział w operacji Varsity 24 marca.
Następnego dnia Churchill i Montgomery odwiedzili główną kwaterę dowodzenia generała Dwighta D. Eisenhowera. Po obiedzie i odprawie grupa udała się do domu z widokiem na Ren i cichy, niebroniony odcinek niemieckiego brzegu rzeki. Po odejściu Eisenhowera, Churchill, Montgomery oraz grupa amerykańskich dowódców i uzbrojonych strażników weszli na barkę desantową, a po 30 minutach bezproblemowo wylądowali na terytorium wroga. Następnie odwiedzili zniszczony most kolejowy w Wesel i odjechali, gdy niemiecka artyleria rozpoczęła ostrzał niedaleko ich pozycji.
Pięć tygodni później, 7 maja 1945 roku, Niemcy skapitulowali przed Aliantami. Wojna na Zachodzie zakończyła się.